# (54693) Garymyers
(54693) Garymyers est un astéroïde de la ceinture principale.

## Description
(54693) Garymyers est un astéroïde de la ceinture principale. Il fut découvert le 19 mars 2001 à l'observatoire Junk Bond par David Healy. Il présente une orbite caractérisée par un demi-grand axe de 2,35 UA, une excentricité de 0,18 et une inclinaison de 3,6° par rapport à l'écliptique.

## Compléments